# Valentina
Valentina är ett latinskt kvinnonamn betyder stark och frisk. Det är ett vanligt förekommande ryskt förnamn. Det används även i bland annat Italien och Spanien. I Italien har det fått ge namn åt en tecknad vuxenserie.
Namnsdag saknas i Sverige. Det relaterade Valentin har dock namnsdag 14 februari.

## Kända personer vid namn Valentina
- Valentina Cortese, italiensk skådespelare
- Valentina Jegorova, rysk maratonlöpare
- Valentina Kovpan, sovjetisk bågskytt
- Valentina Lizana, svensk ishockeymålvakt
- Valentina Matvijenko, rysk guvernör
- Valentina Monetta, sanmarinsk sångerska
- Valentina Semerenko, ukrainsk skidskytt
- Valentyna Sjevtjenko, ukrainsk längdåkare
- Valentina Sjevtjenko, kirgizisk kampsportare
- Valentina Teresjkova, sovjetisk kosmonaut
- Valentina Tsibulskaja, vitrysk gångare
- Valentina Zenere, argentinsk skådespelare, sångare och modell.[2]